# Phyllomyias fasciatus
Phyllomyias fasciatus là một loài chim trong họ Tyrannidae.